# Coupy
Coupy est une ancienne commune française du département de l'Ain. En 1966, la commune est absorbée par Bellegarde-sur-Valserine.

## Histoire
En 1601, le pays de Gex et le Bugey deviennent français. Ils sont séparés par le chemin des espagnols sous souveraineté savoyarde, permettant de rejoindre la Savoie à la Franche-Comté.
Le chemin démarre au pont de Grésin et englobe Vanchy et Coupy.
Le libre passage est autorisé pour les Français entre Musinens et le fort l'Ecluse.
En 1760, le traité de Turin  supprimera cette enclave et Coupy et Vanchy deviennent français.
La commune est créée en même temps que la commune de Confort par démembrement de Lancrans le 24 mars 1858, elle prend alors le nom de Vanchy.
Le 16 octobre 1905, le chef-lieu est transféré au hameau de Coupy mais il faudra attendre le 26 novembre 1907 pour que la commune prenne le nom de son nouveau chef-lieu.
Le 19 juin 1940, le pont de Coupy reliant cette dernière à Bellegarde est détruit par l'armée française. Un pont provisoire est lancé le 14 janvier 1942, il matérialise le début de la ligne de démarcation entre la zone libre et la zone interdite qui inclut Coupy.
Le 23 mars 1966, la commune est absorbée par Bellegarde-sur-Valserine.
Le 1er janvier 2019, Bellegarde forme avec Châtillon-en-Michaille et Lancrans la commune nouvelle de Valserhône.

## Population et société

### Démographie
| 1861 | 1866 | 1872 | 1876 | 1881 | 1886 | 1891 | 1896  | 1901  |
| ---- | ---- | ---- | ---- | ---- | ---- | ---- | ----- | ----- |
| 612  | 608  | 802  | 686  | 779  | 750  | 907  | 1 220 | 1 329 |

| 1906  | 1911  | 1921  | 1926  | 1931  | 1936  | 1946  | 1954  | 1962  |
| ----- | ----- | ----- | ----- | ----- | ----- | ----- | ----- | ----- |
| 1 389 | 1 461 | 1 583 | 1 728 | 1 721 | 1 618 | 1 513 | 1 524 | 1 684 |

## Culture locale et patrimoine

### Lieux et monuments
- Église Saint-Claude, rue Sully.
- Château de Vanchy
- Borne frontière à trois fleurs de lys et couronne royale de 1695 vers le pont de la Maladière ; Vanchy ne marquant pas la frontière entre la France et la Savoie, il s'agit d'une pierre de remploi.
- Vestige gallo-romain de Vanchy (pour mémoire) dont les fouilles ont permis de le découvrir dans les années 1960. Situé sous le terrain de football de Vanchy, sa destination est inconnue mais il était soit un sanctuaire des eaux ou soit une auberge-étape.
- Pont de Coupy
- Viaduc de Bellegarde
- Viaduc de la Valserine

## Pour approfondir